# ラヴ・イン・ディス・クラブ
「ラヴ・イン・ディス・クラブ」は、アメリカ合衆国の歌手・アッシャーの2008年のアルバム『ヒア・アイ・スタンド』からのファースト・シングル。この楽曲はアメリカ合衆国のラッパー・ヤング・ジージーがフィーチャリング参加しているほか、アメリカ合衆国のアトランタを活動の拠点としている音楽プロデューサー・ポロウ・ダ・ドンがプロデュースを手掛けている。
この楽曲は、アメリカ合衆国で2008年2月26日にデジタル規格でリリースされた。アメリカ合衆国の主要総合シングルチャートであるBillboard Hot 100では第1位を獲得している。

## 経緯
ヤング・ジージーのこの楽曲への参加は、ジージーがプロデューサーのポロウ・ダ・ドンに対して『とにかくヴァースをやらせてくれよ。もし気に入らなければ、使わなくていいから』とこの楽曲へのフィーチャリング参加を申し出たことがきっかけとなっている。ポロウはその夜ジージーが参加したバージョンをクラブでかけ、アッシャーに聴かせた。そのヴァージョンをアッシャーが気に入ったことにより、このフィーチャリングは実現に至っている。

## リリース
このシングルのリリースのきっかけは、楽曲がインターネット上にリークされたことによる。当初、アッシャーの所属するレコード・レーベル側はインターネット上の流出音源リンクの閉鎖をサイト管理者側へ要請するなどして対応を行っていた。しかし、それ以上にファンの反響は凄まじくまた楽曲はラジオ局を通してまたたく間に全米中に広がり、大量オンエアーされることとなった。2日間という短期間での600回のエアプレイも記録している。
その後、楽曲のプロデューサーであるポロウ・ダ・ドンが自分がリークした犯人であることを認め、明らかにしている。
この楽曲の人気を受け、アッシャーは発売未定だった新作アルバムの発売を6月とすることを決断。また、正式にこの楽曲をアルバムからのファースト・シングルとすることを決め、同時にミュージック・ビデオの撮影準備を始めている。

## 評判
批評家の評判は良いとされており、エンターテイメント情報誌・エンターテインメント・ウイークリーは『魅力あるクラブ・グルーブで戻ってきており絶対聴くべき曲』としている。

## チャート成績
アメリカ合衆国の主要チャートであるビルボード・チャートの総合シングルチャートであるBillboard Hot 100では3月15日付のチャートにおいて、前週の51位から50ランクアップを記録し、第1位を獲得した。この51位から1位へのジャンプアップは50年の記録を持つビルボード・ホット100史上3番目に大きな記録となった。同様に、ビルボードの主要ダウンロード・チャートであるホット・デジタル・ソングスでも第1位を獲得している。
なおシングルチャート第1位を獲得したことにより同時に、前週まで10週連続で第1位を獲得し、3月15日付のチャートで第1位を獲得すれば30年ぶりとなる第1位の連続獲得数週記録の更新にせまっていたフロー・ライダーの「今夜はロウ☆ロウ☆ロウ」のチャート記録を10週で止めた。

## チャート推移
| 先代 フロー・ライダー featuring T・ペイン「今夜はロウ☆ロウ☆ロウ」 | アメリカ合衆国 Billboard Hot 100 第1位 2008年3月15日付 - 2008年3月29日付              | 次代 レオナ・ルイス「ブリーディング・ラヴ」                        |
| 先代 キーシャ・コール「アイ・リメンバー」                         | アメリカ合衆国 ビルボードHot R&B/Hip-Hop Songs 第1位 2008年4月12日付 - 2008年5月3日付 | 次代 リル・ウェイン featuring スタティック・メジャー「ロリポップ」 |